# جابر بن الأشعث
جابر بن الأشعث بن يحيى الطائي قائد عباسي ووالي مصر؛ في عهد الخليفة العباسي أبو عبد الله محمد الأمين، من 25 جمادى الآخرة سنة 195 هـ/ 811م إلى 8 رجب سنة 196 هـ/ 812م.

## ولايته على مصر
ولاه الخليفة الأمين، ليحل محل حاتم بن هرثمة بن أعين. عَلَى صَلاتها وخَراجها، يوم الإثنين 25 جمادى الآخرة سنة 195 هـ، واستخلف عَلَى الشُّرَطة عبد الله بْن إبراهيم الطائيّ، واستخلف عَلَى الصلاة أَبَا شَريك يحيى بْن يزيد بْن صاد المُراديّ، ثمَّ قدِمها جَابِر، فأَقرّ عبد الله بْن إبراهيم عَلَى الشُّرَطة، ثمَّ عزله فولَّى سُلَيْمَان بْن غالب بْن جِبْرِيل، وكان جَابِر بْن الأشعث ليِّنًا مُحَبَّبًا إلى الناس من العامَّة والخاصَّة.
اندلعت الحرب بين الأمين وشقيقه المأمون، واستمر جابر في ولائه للأمين، بينما دعى السري بن الحكم إلى خلع الأمين وبيعة المأمون، فبعث إليهم جَابِر بْن الأشعث ينهاهم عَنْ ذَلكَ ويخوّفهم عواقب الفِتَن. وكتب المأمون إلى أشراف أهل مِصر يدعُوهم إلى القيام بدَعْوته، وأَتى كتاب هَرْثَمة بْن أَعْين إلى عبَّاد بْن محمد بْن حَيَّان مولى كِنْدة، فأظهر عَبَّاد كتاب هَرْثَمة، وأحضر الجُند إلى المسجِد الجامع، وقرأه عليهم ودعاهم إلى خلع محمد الأمين، فأجابه كثير من الناس، فأعطاهم عَبَّاد أموالًا وبايعوا للمأمون، وكان خلع محمد الأمين بمصر 22 جمادى الآخرة سنة 196 هـ. وبُويع عبَّاد بْن محمد بْن حَيَّان للمأمون بيعةً عامَّةً في 8 رجب سنة 196 هـ، ووثب الجُند بجابر بْن الأشعث فأخرجوه، فكانت وِلايته على مصر سنةً.